# 前津江村
前津江村（まえつえむら）は、大分県西部の日田郡南部にあった村。2005年3月22日に中津江村、上津江村、大山町、天瀬町とともに日田市へ編入合併し、行政地域としては消滅した。

## 歴史
- 1889年（明治22年）4月1日 - 町村制施行に伴い、日田郡大野村・柚木村・赤石村が合併して前津江村が発足。
- 2005年（平成17年）3月22日 - 日田市に編入合併。同日前津江村が廃止。

## 交通

### 空港
最寄り空港は福岡空港。

### 鉄道
村内を鉄道路線は通っていない。最寄り駅は、JR九州久大本線日田駅あるいは、豊後三芳駅。

### 道路

#### 県道
主要地方道
- 大分県道9号日田鹿本線

一般県道
- 大分県道114号前津江星野線
- 大分県道673号小畑日田線
- 大分県道698号西大山大野日田線

## 名所・旧跡・祭事
- 椿ヶ鼻ハイランドパーク
- 釈迦岳

## 一村一品
平松守彦元大分県知事が提唱した「一村一品運動」で、以下の特産品が前津江村の「一村一品」に指定されていた。
- 豊後牛
- わさび
- 生しいたけ
- ミニトマト

## 出身者
- 和田叉左衞門 ‐ 造林家。文久の頃より周囲の嘲笑も顧みず寝食を忘れて熱心に杉造林に従事し、屈指の美林を有した。[1]
- 和田友之助 ‐ 木材業、大分県多額納税者、日田銀行、船越銀行役員。孫の中牟田真一は浜屋百貨店社長。[2][1]